# Jane Mallett
Jane Mallett (17 de abril de 1899-14 de abril de 1984) fue una actriz teatral y cinematográfica canadiense.

## Biografía
Nacida en London, Ontario (Canadá), su verdadero nombre era Jean Dawson Keenleyside.
Entre sus películas se incluyen Love at First Sight (con Dan Aykroyd), The Sweet and the Bitter, Sweet movie, The Yellow Leaf, Nothing Personal, y Improper Channels. Fue actriz leal a CBC Radio entre las décadas de 1940 y 1960, trabajando junto a destacados artistas como Andrew Allan, John Drainie y Barry Morse. Entre los trabajos teatrales de Mallett se incluyen actuaciones en los Festivales Shaw y Stratford, ambos en Canadá. Por su dedicación al teatro, en el año 1975 fue nombrada miembro de la Orden de Canadá.
Jane Mallett falleció en Ontario, Canadá, en el año 1984. Fue honrada a título póstumo dando nombre a un teatro en Toronto, en el St. Lawrence Centre, el Jane Mallett Theatre.